# 二沙湾砲台
二沙湾砲台（にさわんほうだい）は、台湾基隆市中正区寿山路底の中正公園内にある砲台。基隆港を防御するために港の南東岸に面した二沙湾山上に設置された山上要塞である。海門天険とも呼ばれている。
当地は国定古蹟に登録されており、見学者に無料開放されている。 

## 歴史
清朝道光年間の1840年に、二沙湾山上に中国の城牆（城壁）建築技術を導入し築かれた。阿片戦争（1840年-1842年）時に英国軍艦の砲撃を受け、さらに清仏戦争（1883年-1885年）においてフランス軍の砲撃を受け大破した。その後、1885年に初代台湾巡撫に任じられた劉銘伝により、ドイツ人技術者を招いて新式砲台として再建される。

## 交通機関
- 基隆駅から基隆市公車[2]（バス）101, 103, 104路に乗車し海門天険站（バス停）下車、徒歩約400m